# Always (canción de Aysel & Arash)
«Always» "Siempre" en español, es una canción de la cantante azerí Aysel Teymurzadeh, fue la representante de Azerbaiyán en el Festival de la Canción de Eurovisión 2009 el cual se celebró en Moscú, capital de Rusia.
Fue seleccionada por la ÍTV, para competir con otras 30 canciones que se enviaron para la televisora.
La canción ha sido compuesta por el cantante sueco-iraní Arash Labaf.
La canción fue interpretada en la segunda semifinal del festival, el 14 de mayo de 2009 y consiguió el tercer puesto en la final.